# Высший институт религиозных наук св. Фомы Аквинского
Высший институт религиозных наук св. Фомы Аквинского — высшее учебное заведение в Киеве, филиал Папского Университета св. Фомы Аквинского. Институт находится под управлением ордена доминиканцев.

## История
Институт был открыт в 1992 году в качестве Колледжа католической теологии св. Фомы Аквинского доминиканцами.
В феврале 2000 года Колледж стал филиалом Папского университета св. Фомы Аквинского «Angelicum», расположенного в Риме.
5 мая 2000 года в соответствии с декретом Конгрегации «О католическом образовании» (лат. «De Educatione Catholica») получил название «Институт религиозных наук» с правом присвоения университетской степени магистра религиозных наук (однако, по состоянию на 2011 год, диплом государственного образца не выдается). Выдается диплом Папского университета святого Фомы Аквинского.
В институте преподают около 40 преподавателей, в том числе профессора Киево-Могилянской Академии, Национального Университета им. Т. Шевченко, Национального Педагогического Университета им. Драгоманова и других вузов. Кроме того занятия проводятся монахами-доминиканцами.
В декабре 2007 года Институт окончательно переехал в новое помещение на  улицу Древлянскую, 13.
В 2008—2009 учебном году произошёл переход на кредитно-модульную систему обучения.
В здании монастыря и института находится часовня святого Гиацинта (Яцека).